# Lijst van voetbalinterlands Iran - Pakistan
Deze lijst van voetbalinterlands is een overzicht van alle officiële voetbalwedstrijden tussen de nationale teams van Iran en Pakistan. De landen speelden tot op heden vijftien keer tegen elkaar. De eerste ontmoeting, een vriendschappelijke wedstrijd, werd gespeeld in Teheran op 27 oktober 1950. Het laatste duel, eveneens een vriendschappelijke wedstrijd, vond plaats op 6 juni 1993 in de Iraanse hoofdstad.

## Wedstrijden
| №  | Plaats   | Datum             | Competitie                 | Wedstrijd       | Uitslag |
| -- | -------- | ----------------- | -------------------------- | --------------- | ------- |
| 1  | Teheran  | 27 oktober 1950   | Vriendschappelijk          | Iran − Pakistan | 5 − 1   |
| 2  | Karachi  | 2 april 1952      | Vriendschappelijk          | Pakistan − Iran | 0 − 0   |
| 3  | Kochi    | 9 december 1959   | Azië Cup 1960 kwalificatie | Iran − Pakistan | 1 − 4   |
| 4  | Kochi    | 13 december 1959  | Azië Cup 1960 kwalificatie | Pakistan − Iran | 1 − 4   |
| 5  | Teheran  | 23 juli 1965      | Vriendschappelijk          | Iran − Pakistan | 4 − 1   |
| 6  | Dhaka    | 24 november 1967  | Vriendschappelijk          | Pakistan − Iran | 0 − 2   |
| 7  | Teheran  | 12 maart 1969     | Vriendschappelijk          | Iran − Pakistan | 9 − 1   |
| 8  | Ankara   | 13 september 1969 | Vriendschappelijk          | Iran − Pakistan | 4 − 2   |
| 9  | Teheran  | 1 september 1970  | Vriendschappelijk          | Iran − Pakistan | 7 − 0   |
| 10 | Lahore   | 17 januari 1974   | Vriendschappelijk          | Pakistan − Iran | 1 − 2   |
| 11 | Teheran  | 3 september 1974  | Aziatische Spelen 1974     | Iran − Pakistan | 7 − 0   |
| 12 | Karachi  | 21 februari 1982  | Vriendschappelijk          | Pakistan − Iran | 0 − 1   |
| 13 | Teheran  | 16 februari 1986  | Vriendschappelijk          | Iran − Pakistan | 2 − 0   |
| 14 | Calcutta | 3 juli 1992       | Azië Cup 1992 kwalificatie | Pakistan − Iran | 0 − 7   |
| 15 | Teheran  | 6 juni 1993       | Vriendschappelijk          | Iran − Pakistan | 5 − 0   |

## Samenvatting
| Competitie            | Totaal gespeeld | Winst Iran | Gelijk | Winst Pakistan | Doelsaldo Iran – Pakistan |
| --------------------- | --------------- | ---------- | ------ | -------------- | ------------------------- |
| Azië Cup-kwalificatie | 3               | 2          | 0      | 1              | 12 − 5                    |
| Aziatische Spelen     | 1               | 1          | 0      | 0              | 7 − 0                     |
| Vriendschappelijk     | 11              | 10         | 1      | 0              | 41 − 6                    |
| Totaal                | 15              | 13         | 1      | 1              | 60 − 11                   |

FFIRI · 
A-internationals · 
Selecties · Bondscoaches · 
Statistieken · 
Iraans vrouwenelftal · 
Iran U21 · 
Iran U20 · 
Iran U19 · 
Iran U18 · 
Iran U17
1940 – 1969 · 
1970 – 1979 · 
1980 – 1989 · 
1990 – 1999 · 
2000 – 2009 · 
2010 – 2019 ·
2020 − 2029
Asian Cup 1960 · 
Asian Cup 1968 · 
Asian Cup 1972 · 
Asian Cup 1976 · 
Asian Cup 1980 · 
Asian Cup 1984 · 
Asian Cup 1988 · 
Asian Cup 1992 · 
Asian Cup 1996 · 
Asian Cup 2000 · 
Asian Cup 2004 · 
Asian Cup 2007 · 
Asian Cup 2011
WK 1978 · 
WK 1998 · 
WK 2006 · 
WK 2014 · 
WK 2018
OS 1964 · 
OS 1972 · 
OS 1976
1941 · 
1942–1946 · 
1947 · 
1948 · 
1949 · 
1950 · 
1951 · 
1952 · 
1953–1957 · 
1958 · 
1959 · 
1960–1961 · 
1962 · 
1963 · 
1964 · 
1965 · 
1966 · 
1967 · 
1968 · 
1969 · 
1970 · 
1971 · 
1972 · 
1973 · 
1974 · 
1975 · 
1976 · 
1977 · 
1978 · 
1979 · 
1980 · 
1981 · 
1982 · 
1983 · 
1984 · 
1985 · 
1986 · 
1987 · 
1988 · 
1989 · 
1990 · 
1991 · 
1992 · 
1993 · 
1994 · 
1995 · 
1996 · 
1997 · 
1998 · 
1999 · 
2000 · 
2001 · 
2002 · 
2003 · 
2004 · 
2005 · 
2006 · 
2007 · 
2008 · 
2009 · 
2010 · 
2011 · 
2012 ·
2013 ·
2014 ·
2015 ·
2016 ·
2017 ·
2018 ·
2019 ·
2020 ·
2021 ·
2022 ·
2023 ·
2024
Afghanistan ·
Albanië ·
Algerije ·
Angola ·
Argentinië ·
Armenië ·
Australië ·
Azerbeidzjan ·
Bahrein ·
Bangladesh ·
Bolivia ·
Bosnië en Herzegovina ·
Botswana ·
Brazilië ·
Bulgarije ·
Burkina Faso ·
Cambodja ·
Canada ·
Chili ·
China ·
Costa Rica ·
Cyprus ·
Denemarken ·
Duitsland ·
Ecuador ·
Egypte ·
Engeland ·
Filipijnen ·
Frankrijk ·
Georgië ·
Ghana ·
Guam ·
Guatemala ·
Guinee ·
Hongarije ·
Hongkong ·
Ierland ·
IJsland ·
India ·
Indonesië ·
Irak ·
Israël ·
Jamaica ·
Japan ·
Jemen ·
Joegoslavië ·
Jordanië ·
Kameroen ·
Kazachstan ·
Kenia ·
Kirgizië ·
Koeweit ·
Kroatië ·
Laos ·
Libanon ·
Libië ·
Litouwen ·
Madagaskar ·
Malediven ·
Maleisië ·
Mali ·
Marokko ·
Mexico ·
Montenegro ·
Mozambique ·
Myanmar ·
Nederland ·
Nepal ·
Nicaragua ·
Nieuw-Zeeland ·
Nigeria ·
Noord-Korea ·
Noord-Macedonië ·
Oeganda ·
Oekraïne ·
Oezbekistan ·
Oman ·
Oostenrijk ·
Pakistan ·
Palestina ·
Panama ·
Papoea-Nieuw-Guinea ·
Paraguay ·
Peru ·
Polen ·
Portugal ·
Qatar ·
Roemenië ·
Rusland ·
Saoedi-Arabië ·
Schotland ·
Senegal ·
Sierra Leone ·
Singapore ·
Slowakije ·
Sovjet-Unie ·
Spanje ·
Sri Lanka ·
Syrië ·
Tadzjikistan ·
Taiwan ·
Thailand ·
Togo ·
Trinidad en Tobago ·
Tsjecho-Slowakije ·
Tunesië ·
Turkije ·
Turkmenistan ·
Uruguay ·
Venezuela ·
Verenigde Arabische Emiraten ·
Verenigde Staten ·
Vietnam ·
Wales ·
Wit-Rusland ·
Zambia ·
Zuid-Jemen ·
Zuid-Korea ·
Zweden
Angola (2006) ·
Argentinië (2014) ·
Bosnië en Herzegovina (2014) ·
Marokko (2018) ·
Mexico (2006) ·
Nigeria (2014) ·
Portugal (2006) ·
Portugal (2018) ·
Spanje (2018)
PFF · A-Internationals · Olympisch elftal · Pakistaans vrouwenelftal
1950 – 1959 · 
1960 – 1969 · 
1970 – 1979 · 
1980 – 1989 · 
1990 – 1999 · 
2000 – 2009 · 
2010 – 2019 ·
2020 − 2029
Afghanistan ·
Bahrein ·
Bangladesh ·
Bhutan ·
Brunei ·
Cambodja ·
China ·
Djibouti ·
Filipijnen ·
Guam ·
India ·
Indonesië ·
Irak ·
Iran ·
Israël ·
Japan ·
Jemen ·
Jordanië ·
Kazachstan ·
Kenia ·
Kirgizië ·
Koeweit ·
Libanon ·
Macau ·
Malediven ·
Maleisië ·
Mauritius ·
Myanmar ·
Nepal ·
Noord-Korea ·
Oman ·
Palestina ·
Qatar ·
Saoedi-Arabië ·
Singapore ·
Sri Lanka ·
Syrië ·
Tadzjikistan ·
Taiwan ·
Thailand ·
Turkije ·
Turkmenistan ·
Verenigde Arabische Emiraten ·
Zuid-Korea ·
Zuid-Vietnam